# Аджинджал Ахра Олексійович
Ахра Олексійович Аджинджал (абх. Аџьынџьал Ахра Алықьса-иҧа, рос. Ахра Алексеевич Аджинджал) (17 листопада 1962, Кутол, Абхазька АРСР) — український живописець графік, мистецтвознавець. Живе та працює в Києві.

## Біографія
Народився в 1962 році в селі Кутол (абх. Кәтол) Очамчирського району Абхазії. Абхаз. У 1982 році закінчив Сухумське художнє училище. З 1982 до 1987 навчався на відділенні історії мистецтв історичного факультету в МДУ ім. М. В. Ломоносова. Паралельно займався графікою й живописом. Мав учитилем відомого російського художника Дмитра Ліона. У 1987 році захистив диплом з історії сучасного мистецтва Абхазії (керівник: А. І. Морозов).
З 1987 до 1992 року працював у мистецтвознавчому журналі «Мистецтво Абхазії» (абх. «Аҧсны аҟазара»). Автор понад п'ятдесяти статей та дописів, опублікованих в Абхазії та Росії. Займався книжковою та журнальною графікою.
З 1993 року проживає і працює в Києві.

## Творчість
Доктор мистецтвознавства Андрій Толстой так описує головні риси, притаманні творчій манері Аджинджала: «Позачасовість, універсальність є важливими рисами не тільки його композицій з оголеними тілами, але й натюрмортів і пейзажів. Можливо, саме на цій особливості робіт Ахри Аджинджала ґрунтується те, що його твори подобаються дуже різним людям - як прибічникам традиційних форм живописного мистецтва, так і тим, хто надає перевагу некласичним, експресивнішим напрямам мистецтва ХХ століття».
Працює здебільшого в жанрах натюрморту, пейзажу та в жанрі оголеної жіночої моделі (ню)".
У своїй творчості часто звертається до техніки клуазонізму, «колаж мінус».
Є одним із фундаторів об'єднання «Синій Жовтень».
Сам художник так визначає своє кредо в мистецтві:
|  | Я втомився від надінформативного мистецтва. Не хочу нав'язуватися глядачеві, але лише торкнутися його. Торкнутися лагідно, злегка, і тим самим покликнути до його серця. Ахра Аджинджал |

### Виставки
- 2023 — групова, «Саме Час» Imagine Point (Київ)
- 2019 — персональна, «Внутрішній пейзаж» ЦСМ «Білий Світ» (Київ)
- 2018 — персональна, «Декілька слів про тишу» Майстер Клас (Київ)
- 2017 — персональна, «Вторгнення» Французький інститут в Україні (Київ)[5][6]
- 2016 — персональна, «Простое тайное» Галерея «Триптих Арт» (Київ)[7]
- 2014 — персональна, «Тихий берег» Галерея «Триптих Арт» (Київ)
- 2012 — персональна, Російський аукціонний дім (Москва)
- 2011 — персональна, «PhotoStudio Gallery» (Київ)
- 2009, 2007 — персональні, галерея «Тадзіо» (Київ)[8]
- 2004 — персональна, Представництво ООН в Україні (Київ)
- 2003 — персональна, Галерея Шазіна (Москва)
- 2002 — «День, что длится» персональна. Галерея 36 (Київ)
- 2002 — «Черновики времени» с М. Вайсбергом. Галерея РА (Київ)
- 2002 — «Над городом. Радость» с Б. Егиазаряном, Арт Центр на Костьольній
- 2001 — групова, Gallery Doktorhaus (Oberdessbach, Швейцарія)
- 2000, 2001 — персональні виставки, Галерея РА (Київ)
- 2000 — персональна. Американський медичний центр (Київ)
- 1996, 1997, 1998 — персональні, «Кардасидіс Арт» (Афіни, Греція)
- 1995 — персональна, Будинок літераторів (Київ)
- 1995 — групова, «Графический мир», музей Російського мистецтва (Київ)
- 1994 — персональна, «Мрамца», Галерея РА (Київ)

## Роботи в музеях та галереях
Роботи Ахри Аджинджала зберігаються в галереях і приватних колекціях Абхазії, України, Австрії, Франції, Греції, Німеччини, США, Ірландії, Італії, Голандії, Росії, Канади, Швейцарії, Японії тощо.